# 堂脇坂
堂脇坂（どうわきざか）は神奈川県川崎市宮前区の宮崎と宮前平の間に存在する坂の愛称である。

## 概要
尻手黒川道路東平台交差点から、宮崎台駅方面へと上る坂である。坂の両側は団地やマンションが立ち並ぶ。
過去にこの坂の脇に地蔵があったことから周辺住民が堂脇坂と呼んでいたことにちなみ、平成13年2月1日に愛称として宮前区により制定された。
坂下の東平台交差点で尻手黒川道路に、坂上の花園橋交差点でさくら坂に接続する。

## 経路
- 花園橋交差点（坂上）- 東方向：さくら坂・宮崎台駅、直進：花園橋（東急田園都市線を渡る陸橋）
|
東平台交差点（坂下）- 東西方向：尻手黒川道路

座標: 北緯35度35分10秒 東経139度35分24秒 / 北緯35.58611度 東経139.59000度